# Trönö socken
Trönö socken i Hälsingland ingår sedan 1971 i Söderhamns kommun och motsvarar från 2016 Trönö distrikt.
Socknens areal är 175,70 kvadratkilometer, varva 167,15 land. År 2000 fanns här 912 invånare. Kyrkbyn Trönö med sockenkyrkorna Trönö gamla och nya kyrka ligger i denna socken. 

## Administrativ historik
Trönö socken har medeltida ursprung. 
Vid kommunreformen 1862 övergick socknens ansvar för de kyrkliga frågorna till Trönö församling och för de borgerliga frågorna bildades Trönö landskommun. Landskommunen inkorporerades 1952 i Norrala landskommun som 1971 uppgick i Söderhamns kommun Församlingen uppgick 2013 i Norrala-Trönö församling.
1 januari 2016 inrättades distriktet Trönö, med samma omfattning som församlingen hade 1999/2000.
Socknen har tillhört fögderier, tingslag och domsagor enligt vad som beskrivs i artikeln Hälsingland.  De indelta båtsmännen tillhörde Första Norrlands förstadels båtsmanskompani.

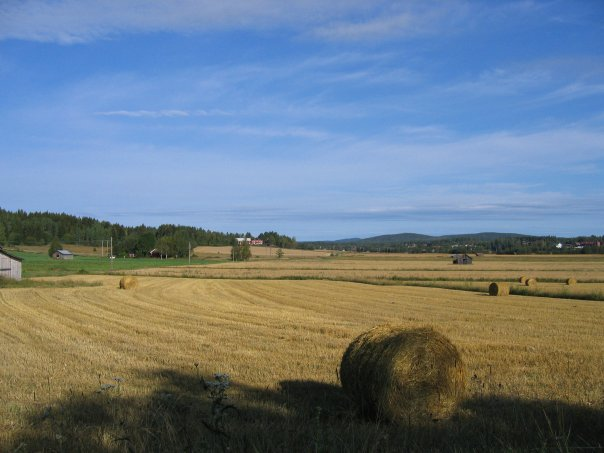
Fälten mellan Fly och Daglysa

## Geografi
Trönö socken ligger nordväst om Söderhamn kring Trönöån (Längre ned Norralaån/Söderhamnsån). Socknen har dalgångbygd utmed ån och är i övrigt en starkt kuperad skogsbygd med höjder som når över 200 meter över havet.
I Trönöbygden finns en ICA-butik med utlämningsställe för apotek, systembolag och div. postangelägenheter, självdrivet brandvärn, kiosk/pub, minigolfbana, idrottsarena, hembygdsgård, församlingshem, konferenslokaler, biograf, en F-6-skola samt förskola. 
Naturreservaten Grossjöberget och Långbro finns här liksom flera fäbodvallar, till exempel Wij fäbodar, Hamre fäbodar, Trönbyns fäbodar, Västansjö fäbodar, Berge fäbodar, Långbro fäbodar och Tygsta fäbodar.
Trönö pilgrimsled startar vid Trönö gamla kyrka och går via stora vägen mot Storsjön till Körsåsen, en sträcka på c:a 15 km. Från Körsåsen mot Änga-Nybo är en gammal vandringsled uppmärkt, det är en sträcka på 11 km. Leden går förbi sjöarna Lillhälsen, Storshälsen och Abborrtjärn och kslutar sedan vid Änga-Nybro fäbodvall.

## Fornlämningar
Från järnåldern finns cirka 20 gravhögar.

## Namnet
Namnet (1314 Trudhnä) kommer från Trönöån och innehåller en variant av träda som i träda dansen, syftande på åns rörelse.

## Föreningsverksamheter
Bygdens största förening heter Trönö Ekonomisk Förening och fungerar som paraplyorganisation med syfte att tillvarata bygdens intressen. Föreningen har ca 700 medlemmar och driver bygdens brandvärn, äger och förvaltar fastigheter samt driver utvecklingsprojekt. TEF är ägare till varumärket "Trönögumman" som används av lokala producenter av bland annat getost, lingonsylt och äppelmust. TEF är också ansvarigt för ett bygdekonto som räntefritt lånar ut medel till lokala företag och projekt. 
Trönö hembygdsförening har gett ut ett 10-tal böcker om bygden och dess sjutton byar. Ett språkhäfte om Trönömålet har omarbetats och nyutgivits av etnologen Gabriella Bild och folkbildaren Jan-Eric Berger. 
Trönö idrottsklubb med cirka 500 medlemmar har en bred verksamhet med bland annat skidsport och cirka tio fotbollslag.

## Sevärdheter, kulturutbud och friluftsliv

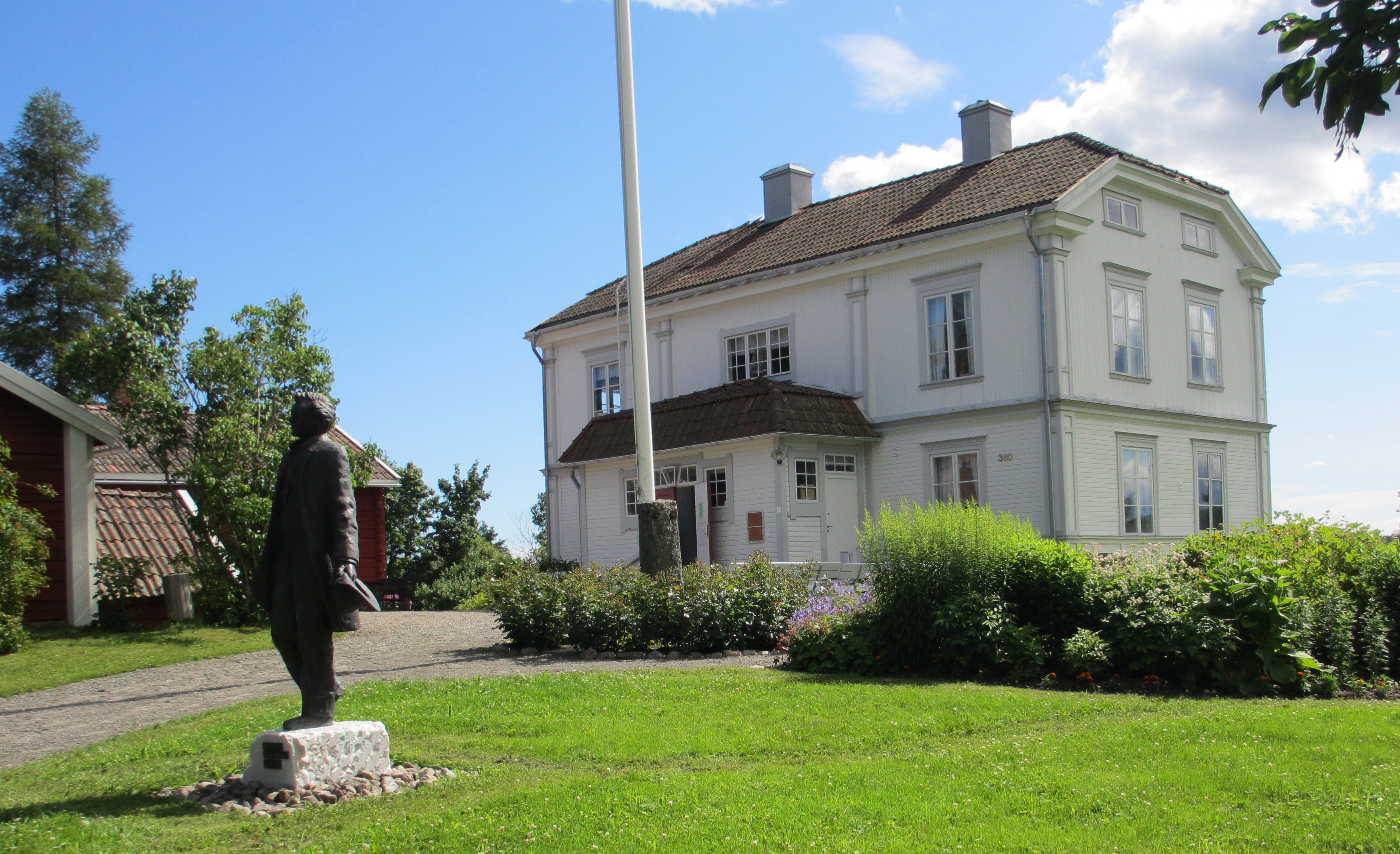
Söderblomgården

I Trönö finns en av landets bäst bevarade medeltida kyrkobyggnader, Trönö gamla kyrka med anor från slutet av 1100-talet. Trönö nya kyrka som byggdes 1895 eldhärjades 1998 och en ny kyrka har uppförts i ruinerna av den gamla. En pilgrimsled från Trönö gamla kyrka mot Körsåsen och Änga-Nybo i Arbrå märktes upp under hösten 2006. Leden är totalt 22 kilometer lång, eller från en alternativ startplats i Körsåsen 10 kilometer.
Den gamla prästgården, Söderblomgården, barndomshem åt såväl ärkebiskop Nathan Söderblom som överbefälhavare Olof Thörnell, fungerar som hembygdsgård och museum.
Under några sommarveckor framförs ungefär vartannat år Söderblomspelet i Trönö på tunet vid Söderblomsgården. Det är en sommarteater om ärkesbiskop Nathan Söderbloms liv.
I Trönös IOGT-NTO-lokal finns en biograf av okänt datum. Biografen, som återöppnades 2004 efter att ha varit stängd sedan 1965, ger ungefär en filmvisning i månaden samt arrangerar en årlig stumfilmsfestival i juli. Vid sidan om den moderna utrustningen finns på biografen kvar den ursprungliga projektorn från tidigt 1910-tal, vilken ännu är funktionsduglig.
I början av maj varje år är IOGT-gården hemvist för Trönö Rockabilly Revue, en rockabillykväll som drar ca 400 besökare till byn. 
Sportfisket i Trönöån och i de många sjöarna är omfattande. Ett projekt som nu pågår är att odla egen ädelfisk. Det är fiskeföreningen som försöker driva fram "Trönö-öringen". 
Tolv kilometer från Trönö finns ett insjöbad, Storsjön badplats, med långgrund strand. Vid sjön finns även en campingplats och båtuthyrning.

### Citat om Trönö-bygden
Ärkebiskop Nathan Söderblom lär ha sagt: 
| ”                                         | Åns slingrande linje och vägen blev en mittengång. På sidorna grupperas sig byarna som bänkar i skogsbrynet. Grindbergets terrass är altaret. I öster som sig bör. Uppåt Sterte, Tannåsen och Storsjön ligger läktaren i två våningar, och från skogsbygden däruppe i socknens västra sida ljöd för sinnet tyst ett orgelbrus, mäktigare än tonerna från de ostämda hemmagjorda piporna i kyrkan. | „ |
| – Jan-Eric Berger: "Boken om Trönö", 2002 | |   |

## Befolkningsutveckling
| Befolkningsutvecklingen i Trönö socken 1750–1990                                                         | Befolkningsutvecklingen i Trönö socken 1750–1990 | Befolkningsutvecklingen i Trönö socken 1750–1990 | Befolkningsutvecklingen i Trönö socken 1750–1990 | Befolkningsutvecklingen i Trönö socken 1750–1990 |
| --- | ------------------------------------------------ | ------------------------------------------------ | ------------------------------------------------ | ------------------------------------------------ |
| |                                                  |                                                  |                                                  |                                                  |
| År |                                                  |                                                  | Folkmängd                                        |                                                  |
| 1750 | 1750                                             |                                                  | 455                                              |                                                  |
| 1760 | 1760                                             |                                                  | 478                                              |                                                  |
| 1769 | 1769                                             |                                                  | 543                                              |                                                  |
| 1780 | 1780                                             |                                                  | 559                                              |                                                  |
| 1790 | 1790                                             |                                                  | 632                                              |                                                  |
| 1800 | 1800                                             |                                                  | 666                                              |                                                  |
| 1810 | 1810                                             |                                                  | 725                                              |                                                  |
| 1820 | 1820                                             |                                                  | 795                                              |                                                  |
| 1830 | 1830                                             |                                                  | 940                                              |                                                  |
| 1840 | 1840                                             |                                                  | 1 033                                            |                                                  |
| 1850 | 1850                                             |                                                  | 1 088                                            |                                                  |
| 1860 | 1860                                             |                                                  | 1 244                                            |                                                  |
| 1870 | 1870                                             |                                                  | 1 277                                            |                                                  |
| 1880 | 1880                                             |                                                  | 1 390                                            |                                                  |
| 1890 | 1890                                             |                                                  | 1 578                                            |                                                  |
| 1900 | 1900                                             |                                                  | 1 683                                            |                                                  |
| 1910 | 1910                                             |                                                  | 1 752                                            |                                                  |
| 1920 | 1920                                             |                                                  | 1 725                                            |                                                  |
| 1930 | 1930                                             |                                                  | 1 733                                            |                                                  |
| 1940 | 1940                                             |                                                  | 1 550                                            |                                                  |
| 1950 | 1950                                             |                                                  | 1 420                                            |                                                  |
| 1960 | 1960                                             |                                                  | 1 165                                            |                                                  |
| 1970 | 1970                                             |                                                  | 936                                              |                                                  |
| 1980 | 1980                                             |                                                  | 911                                              |                                                  |
| 1990 | 1990                                             |                                                  | 947                                              |                                                  |
| Anm: Källor: Umeå universitet - Tabellverket 1749-1859, Demografiska databasen, CEDAR, Umeå universitet. |                                                  |                                                  |                                                  |                                                  |

## Kända personer från bygden
- Nils Persson, trönöbonde som blev ortens första riksdagsman. Han satt i ståndsriksdagen i sex riksdagar i följd under åren 1726 till 1747.
- Per Flodin, kommunalpolitiker
- Lars-Göran Nilsson, professor i psykologi
- Karin Swanström, skådespelerska, producent, regissör
- Nathan Söderblom, ärkebiskop, fredspristagare
- Gösta Thörnell, professor i latin
- Olof Thörnell, överbefälhavare
- Monica Törnell, sångerska, låtskrivare
- Helge Törnros, författare